# Buyruk

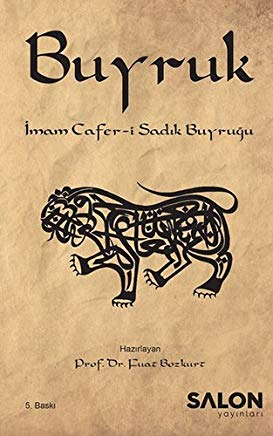
Buyruk de Jafar as-Sadiq

Buyruk (« le commandement » en turc) ou le traité de Ja'far al-Sâdiq est le livre de référence pour la religion et « la façon de vivre » dans l’Islam alevi. 
Il contient les versets coranique, les citations du prophète et des 12 imams et les principes de l’alévisme.
Les deux buyruks principaux sont au nom du sixième imam, Jafar as-Sadiq et cheikh Safi al-Din Ardabili.
Le buyruk de Jafar as-Sadiq est une somme théologique qui s'étale sur plus de 8 siècles (du VIIIe siècle jusqu'au début XVIe siècle.
Il y a de fortes raisons de croire que le "Kara medjmua" de cheikh Safi al-Din Ardabili écrit en azerbaidjanais est à la base du buyruk de cheikh Safi al-Din Ardabili.